# Новоблагодарненский сельсовет
Новоблагода́рненский сельсове́т — упразднённое муниципальное образование в составе Предгорного района Ставропольского края России.
Административный центр — село Новоблагодарное.

## География
Новоблагодарненский сельсовет граничит с Суворовским, Винсадским, Пригородным, Тельмановским сельсоветами Предгорного района, а также с Минераловодским городским округом Ставропольского края.
Территория Новоблагодарненского сельсовета входит в состав Предгорного муниципального района Ставропольского края. Поселение расположено в северной части Предгорного района. Территорию поселения составляют исторически сложившиеся земли населённых пунктов села Новоблагодарное, села Сунжа-Ворошиловка, хутора Шести и хутора Калаборка, прилегающие к ним земли общего пользования, территории традиционного природопользования населения поселения, земли для развития поселения. Общая площадь поселения составляет 98,8кв. км.
Большая часть территории относится к пахотным землям. Земли сельхозназначения являются экономической основой поселения, и одним из основных источников дохода жителей поселения. Новоблагодарненский сельсовет граничит с Минераловодским городским округом Ставропольского края, с Суворовским, Винсадским, Пригородным, Тельмановским сельсоветами Предгорного района Ставропольского края.
Административным центром поселения является село Новоблагодарное. В четырёх населенных пунктах Новоблагодарненского сельсовета проживает около 4000 человек. Площадь территории сельсовета составляет 94,2 кв. км. Плотность населения 40,5 чел/кв. км.

## История
С 16 марта 2020 года, в соответствии с Законом Ставропольского края от 31 января 2020 г. № 12-кз, все муниципальные образования Предгорного муниципального района были преобразованы путём их объединения в единое муниципальное образование Предгорный муниципальный округ.

## Население
| 1989  | 2002  | 2010  | 2011  | 2012  | 2013  | 2014  |
| ----- | ----- | ----- | ----- | ----- | ----- | ----- |
| 3032  | ↗3699 | ↗3916 | ↗3917 | ↗4021 | ↗4041 | ↗4043 |
| 2015  | 2016  | 2017  | 2018  | 2019  | 2020  |       |
| ↘3998 | ↘3994 | ↗4033 | ↘4014 | ↘3969 | ↘3944 |       |

## Состав поселения
| № | Населённый пункт  | Тип населённого пункта       | Население |
| - | ----------------- | ---------------------------- | --------- |
| 1 | Калаборка         | хутор                        | ↗400      |
| 2 | Новоблагодарное   | село, административный центр | ↘3346     |
| 3 | Сунжа-Ворошиловка | село                         | ↗200      |
| 4 | Хутор Шести       | хутор                        | ↘100      |

## Местное самоуправление
Представительный орган — совет Новоблагодарненского сельсовета, в который входят 10 депутатов, избранных на муниципальных выборах по одномандатным избирательным округам.
Администрация Новоблагодарненского сельсовета.

## Инфраструктура
- Дом культуры — с. Новоблагодарное
- Филиал № 16 районной библиотеки — с. Новоблагодарное
- Футбольное поле — с. Новоблагодарное

## Образование
- Детский сад № 9 (на 80 мест) — с. Новоблагодарное
- Средняя общеобразовательная школа № 5 (на 400 мест) — с. Новоблагодарное

## Учреждения здравоохранения
- Врачебная амбулатория — с. Новоблагодарное
- Два фельдшерских пункта — х. Калаборка и с. Сунжа-Ворошиловка

## Связь
Фиксированная связь и ADSL
Ставропольский филиал Ростелекома
Сотовая связь 2G/3G/4G
МегаФон, Билайн, МТС, Yota.

## Дороги
Протяженность автомобильных дорог общего пользования в границах населённых пунктов сельского поселения свыше 40 км (98 % из них грунтовые).
По территории сельсовета проходят:
- Автодорога А157 Минеральные Воды — Кисловодск (в 6-ти километрах от центра с. Новоблагодарного)
- Автодорога А165 Лермонтов — Черкесск (в 3-х километрах от центра с. Новоблагодарного)

## Общественный транспорт
Автобусные маршруты:
- 102 А — Ессентукская (ост. «Районная больница») — ост. «Райисполком» — Ессентуки (ост. кинотеатр «Искра») — ост. станция «Золотушка» — Пятигорск (ост. «Скачки») — Винсады — Лермонтов (ост. «СтоВАЗ») — Новоблагодарное (ост. «ул. Суворовская») — ост. «ул. Лермонтова» — ост. «пер. Садовый» — ост. «Центр» — ост. магазин «Лиана» — ост. «Детский сад» — ост. «пер. Мирный» — Калаборка (ост. «ул. Заречная») — ост. «ул. Шоссейная» — ост. «Конечная»
- 103 В — Лермонтов (ост. «ул. Волкова») — ост. «Больница» — ост. «ул. Комсомольская» — ост. «Колледж» — ост. «Гидрометаллургический завод» — ост. «СтоВАЗ» — Новоблагодарное (ост. «ул. Суворовская») — ост. «ул. Лермонтова» — ост. «пер. Садовый» — ост. «Центр» — ост. магазин «Лиана» — ост. «Детский сад» — ост. «пер. Мирный» — Калаборка (ост. «ул. Заречная») — ост. «ул. Шоссейная» — ост. «Конечная»
- 104 Д — Пятигорск (Верхний рынок) — ост. гостиница «Бештау» — ост. «ул. Бульварная» — ост. «ул. Широкая» — ост. «пер. Курганный» — ост. «ул. Комарова» — ост. «ул. Мира» — ост. «ул. Ермолова» — ост. «Скачки» — Винсады — Лермонтов (ост. «СтоВАЗ») — Новоблагодарное — Сунжа-Ворошиловка — Свобода — Суворовская
- 108 Б — Ессентуки (автовокзал) — ост. «ул. Октябрьская» — ост. кинотеатр «Искра» — ост. станция «Золотушка» — ост. «Скачки» — Винсады — Лермонтов (ост. «СтоВАЗ») — Новоблагодарное (ост. «ул. Суворовская») — ост. «ул. Лермонтова» — ост. «пер. Садовый» — ост. «Центр» — ост. магазин «Лиана» — ост. «Детский сад» — ост. «пер. Мирный» — Калаборка (ост. «ул. Заречная») — ост. «ул. Шоссейная» — ост. «Конечная»
- 116 А — Пятигорск (Верхний рынок) — ост. гост. «Бештау» — ул. Бульварная — ул. Широкая — Винсады — Лермонтов (ост. «СтоВАЗ») — Новоблагодарное (ост. «ул. Суворовская») — ост. «ул. Лермонтова» — ост. «пер. Садовый» — ост. «Центр» — ост. магазин «Лиана» — ост. «Детский сад» — ост. «пер. Мирный»